# Мыза, Владимир Иванович
Владимир Иванович Мыза (1915—1944) — заместитель командира стрелкового батальона 185-го гвардейского стрелкового полка (60-я гвардейская Павлоградская Краснознамённая стрелковая дивизия, 6-я армия, 3-й Украинский фронт), гвардии капитан (1943), Герой Советского Союза (1944).

## Биография

### До войны
В. И. Мыза родился в усть-каменогорской рабочей семье. В 1932 году семья переехала в Кузбасс. Семья жила в городах Кемерово и Новокузнецк. Там окончил среднюю школу и школу фабрично-заводского ученичества. Работал на строительстве Кузнецкого металлургического комбината в Новокузнецке. Окончил 3 курса Омского художественного техникума.
В 1937-1939 годах — проходил срочную службу в 161-м отдельном дивизионе внутренних войск НКВД СССР. Уволен в запас в звании красноармеец.
В 1939-1941 годах работал художником на Кемеровском коксохимическом заводе, ретушером в редакции газеты «Кузбасс», художником в Доме кино в городе Кемерово.

### Во время войны
С началом Великой Отечественной войны в июне 1941 года призван в Красную Армию и направлен на учёбу. В марте 1942 окончил Кемеровское военно-пехотное училище, и ему было присвоено звание «лейтенант». Недолго служил в тыловых частях.
В действующей армии с 3 июня 1942 года. Воевал заместителем командира роты в 957-м стрелковом полку 309-й стрелковой дивизии 6-й армии Юго-Западного фронта. Участник тяжелейших оборонительных сражений на южном фланге советско-германского фронта лета и осени 1942 года, в том числе Воронежско-Ворошиловградской оборонительной операции. Был трижды ранен в 1942 году.
После последнего ранения осенью 1942 года на донском плацдарме у города Коротояк и лечения в госпитале в ноябре 1942 года направлен преподавателем в военное училище. С января 1943 года старший лейтенант В. И. Мыза (воинское звание присвоено 11.11.1942) — преподаватель на курсах младших лейтенантов 6-й армии, с мая 1943 года — командир пулемётной роты на этих курсах. Среди подготовленных им бойцов — 153 отличных пулемётчика. В критический момент во время Харьковской оборонительной операции в марте 1943 года, когда курсы были брошены в бой, грамотно организовал систему огня и умело отразил несколько атак гитлеровцев.
С ноября 1943 года — заместитель командира батальона 185-го гвардейского стрелкового полка (60-я гвардейская стрелковая дивизия, 6-я армия, 3-й Украинский фронт). Гвардии капитан Мыза в числе первых 25 сентября 1943 года форсировал Днепр, ворвался с бойцами в траншею противника и захватил плацдарм в районе села Каневское Запорожского района Запорожской области. В этом бою лично уничтожил две пулемётные точки врага. За 3 последующих дня батальон не только отразил 13 ожесточенных атак врага, но и непрерывно переходя в контратаки, с боями продвинулся на 14 километров. В бою при освобождении села Каневское в критический момент возглавил атаку отделения и в ближнем бою истребил лично 10 гитлеровцев, а одного захватил в плен. За эти подвиги представлен к званию Героя Советского Союза.
За выполнение боевых заданий командования и проявленные мужество и героизм в боях с немецко-фашистскими захватчиками указом Президиума Верховного Совета СССР от 22 февраля 1944 года гвардии капитану Мызе Владимиру Ивановичу присвоено звание Героя Советского Союза.
Однако отважного офицера к тому времени не было в живых. 30 января 1944 года войска 3-го Украинского фронта перешли в наступление — началась Никопольско-Криворожская операция. В эти дни гвардии капитан В. И. Мыза заменял заболевшего комбата. Отважно руководил батальоном при прорыве немецкой обороны в районе Миролюбово — Красиндорф. В районе села Новоивановка Никопольского района Днепропетровской области 5 февраля 1944 года он получил множественные тяжелейшие ранения при близком разрыве немецкой мины во время миномётного обстрела. Капитан был эвакуирован в медсанбат и на следующий день скончался от ран. Похоронен в селе Новоивановка.
Также был награждён орденами Ленина (22.02.1944) и Отечественной войны 1-й степени (4.03.1944, посмертно), медалью «За боевые заслуги» (16.06.1943).

## Память
- Одна из центральных улиц Усть-Каменогорска носит имя В. И. Мызы. На улице В. И. Мызы установлена мемориальная табличка.
- Одна из центральных улиц Кемерово носит имя В. И. Мызы.
- На Доме кино в Кемерово установлена мемориальная табличка.
- Имя В. И. Мызы носит одна из школ Усть-Каменогорска.
- Имя В. И. Мызы носит профессионально-техническое училище № 11 в городе Новокузнецке. На здании этого ПТУ в 2011 году установлена мемориальная доска.